# 蝙蝠草
蝙蝠草（学名：Christia vespertilionis）为豆科蝙蝠草属下的一个种。分布于亚洲热带、亚热带地区。

## 扩展阅读
維基物種上的相關：蝙蝠草